# Würselen
Würselen [virsélen] je mesto v nemški zvezni deželi Severno Porenje - Vestfalija. Spada v okrožje Aachen. Leta 2004 je imelo 37.020 prebivalcev.

## Zgodovina
Mesto je bilo prvič omenjeno kot Wormsalt leta 870. Med letoma 1265 in 1269 je vojvoda Viljem IV. Jülich zgradil grad Wilhelmstein. Od leta 1616 je mesto znano pod sedanjim imenom. Sosednji občini Bardenberg in Broichweiden so leta 1972 priključili Würselnu.

## Pobratena mesta
Würselen je pobraten s štirimi mesti v štirih državah:
| - Hildburghausen (Turingija, Nemčija) - Morlaix (Francija) | - Réo Sanguié (Burkina Faso) - Campagnatico (Italija) |